# Johann Radon
Pour les articles homonymes, voir Radon (homonymie).
Johann Karl August Radon (né le 16 décembre 1887 à Tetschen - mort le 25 mai 1956 à Vienne) est un mathématicien autrichien.

## Biographie
Radon est né à Tetschen (royaume de Bohême, Autriche-Hongrie. Il passe son doctorat à l'université de Vienne en 1910 et séjourne le semestre d'hiver 1910/11 à l'université de Göttingen ; ensuite, il est assistant à l'École polytechnique allemande de Brünn (en) (Brno), et de 1912 à 1919 à la Grande École technique de Vienne. En 1913-1914, il passe son habilitation à l'université de Vienne.

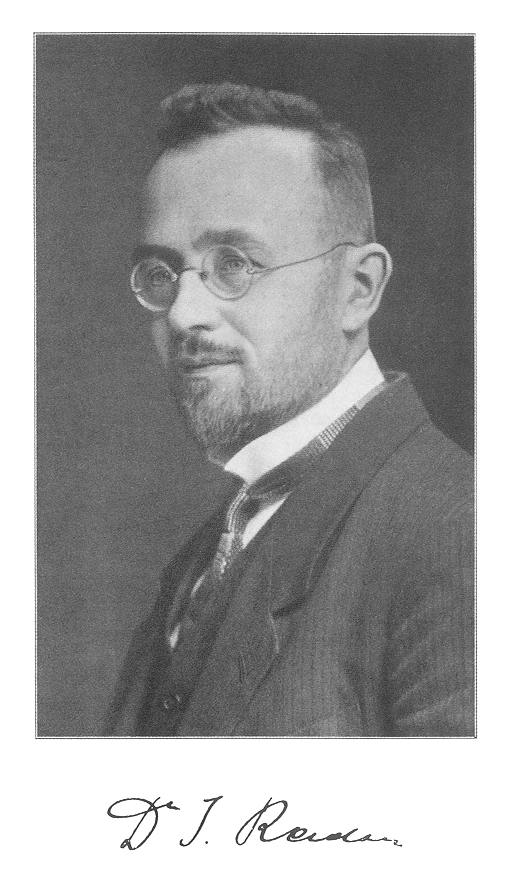
Johann Radon en 1920 environ

En 1919, il est nommé professeur extraordinaire à l'université de Hambourg récemment fondée. En 1922, il devient professeur ordinaire à l'université de Greifswald, et en 1925, à l'université d'Erlangen. Ensuite, il est professeur ordinaire à l'université de Breslau de 1928 jusqu'à 1945.
En raison du siège imminent par l'Armée rouge, il lui faut quitter Breslau avec sa famille en janvier 1945. Après un trajet compliqué, ils parviennent à Innsbruck, où vit une belle-sœur. Après une courte période à l'université d'Innsbruck, il est nommé professeur ordinaire à l'Institut de mathématiques de l'Université de Vienne, dont il est recteur en 1954/1955.
En 1939, Radon devient correspondant de l'Académie autrichienne des sciences, puis membre en 1947. De 1952 à 1956, il est secrétaire de la Classe de mathématiques et sciences de cette académie. De 1948 à 1950, il est président de la Société mathématique autrichienne.
En 1916, Johann Radon épouse Maria Rigele, institutrice d'école secondaire. Ils ont trois garçons morts jeunes. Leur fille Brigitte, née en 1924, obtient un doctorat en mathématique à l'université d'Innsbruck ; en 1950, elle se marie au mathématicien autrichien Erich Bukovics et vit ensuite à Vienne.
À l'occasion du dévoilement de son buste en bronze à l'université de Vienne, Curt C. Christian décrit Radon comme un homme aimable, affable, estimé par les étudiants et ses collègues, un personnage distingué. Bien qu´il ait l'apparence d'un savant réservé, il est sociable et disposé à la fête. Il aimait la musique qu´il pratiquait en famille, étant lui-même excellent violoniste. Il aima la littérature classique jusqu'à la fin de sa vie.
En 2003, l'Académie autrichienne des sciences fonde à Linz un Institut pour le calcul scientifique et les mathématiques appliquées, portant son nom.

## Travaux
Il est l'instigateur, entre autres :
- de la transformée de Radon, en 1917, utilisée aujourd'hui en tomographie ;
- du théorème de Radon ;
- du théorème de Radon-Nikodym ;
- de la mesure de Radon.